# Washington Commandos
Die Washington Commandos waren ein Arena-Football-Team aus Fairfax, Virginia, das in der Arena Football League (AFL) spielte. Im Jahr 1989 zog das Franchise von Washington für eine Saison nach Maryland um und spielten als Maryland Commandos.

## Geschichte
Die Commandos wurden 1987 gegründet und spielten ihre erste Saison 1987 in der im selben Jahr etablierten AFL. Im Folgejahr setzten die Commandos für ein Jahr ihren Spielbetrieb aus, ehe sie 1989 als Maryland Commandos zurückkehrten. Ein weiteres Jahr später änderte das Franchise erneut seinen Namen in Washington Commandos. 1990 löste sich das Franchise auf.

### Washington Commandos
Die Washington Commandos trugen ihre Heimspiele im Capital Centre in Fairfax aus. Die Arena bot Platz für 18.130 Zuschauer, in der auch Eishockey und Basketball gespielt wurde. 
Das erste Spiel der Franchisegeschichte wurde am 19. Juni 1987 mit 46:48 bei den Pittsburgh Gladiators verloren. Am Ende standen die Commandos bei zwei Siegen und vier Niederlagen und verpassten die Playoffs.
Im Jahr 1988 setzten die Commandos ihren Spielbetrieb aus. 

### Maryland Commandos
Zur Saison 1989 änderte das Franchise seinen Namen in Maryland Commandos. Sie spielten ebenfalls im Capital Centre in Fairfax. Die Saison wurde mit vier Niederlagen und keinem einzigen Sieg beendet, die Playoffs verpasst.

### Rückkehr zu altem Namen
1990 kehrte das Franchise zu seinen Wurzeln zurück und nahmen seinen ursprünglichen Namen wieder an. Ihre Heimspiele trugen die Commandos aber nicht mehr im Capital Centre aus, sondern in der rund 10.000 Zuschauer fassenden EagleBank Arena aus. Die Saison endete genauso enttäuschend wie die vorigen. Am Ende stand Washington bei zwei Siegen und sechs Niederlagen. 
Nach der Saison wurden die Commandos endgültig aufgelöst. 
Im Jahr 2002 berichteten Medien, dass es in absehbarer Zeit erneut ein Indoor-Football-Franchise in DC geben könnte. Sogar der Teamname wurde bereits bekannt, die Washington Warriors, die vom Besitzer des NFL Teams Washington Redskins, gegründet werden sollte. Die Pläne konnten aber nie final umgesetzt werden.
Erst im Jahr 2016 bekam die Gegend erneut ein Indoor-Football-Team, die Washington Valor starteten in der AFL.

## Saisonstatistiken
| Jahr | Team                    | Liga                    | S                       | N                       | Playoffs erreicht       | Playoffrunde            |
| ---- | ----------------------- | ----------------------- | ----------------------- | ----------------------- | ----------------------- | ----------------------- |
| 1987 | Washington Commandos    | AFL                     | 2                       | 4                       | nein                    |                         |
| 1988 | Spielbetrieb ausgesetzt | Spielbetrieb ausgesetzt | Spielbetrieb ausgesetzt | Spielbetrieb ausgesetzt | Spielbetrieb ausgesetzt | Spielbetrieb ausgesetzt |
| 1989 | Maryland Commandos      | AFL                     | 0                       | 4                       | nein                    |                         |
| 1990 | Washington Commandos    | AFL                     | 2                       | 6                       | nein                    |                         |

## Zuschauerentwicklung
| Jahr | Team                    | Zuschauerdurchschnitt   |
| ---- | ----------------------- | ----------------------- |
| 1987 | Washington Commandos    | 11.525                  |
| 1988 | Spielbetrieb ausgesetzt | Spielbetrieb ausgesetzt |
| 1989 | Maryland Commandos      | n/a                     |
| 1990 | Washington Commandos    | 3.346                   |